# Kafr ad-Dik
Kafr ad-Dik, en arabe : كفر الديك, est une ville du gouvernorat de Salfit en Palestine. Elle est située à 9,5 kilomètres au sud-ouest de Salfit au nord de la Cisjordanie.
Selon le recensement du bureau central palestinien des statistiques, la localité compte une population de 5 551 habitants en 2017.